# Muğan (ort i Azerbajdzjan)
Muğan är en ort i Azerbajdzjan.   Den ligger i distriktet Cəlilabad Rayonu, i den sydöstra delen av landet, 180 km sydväst om huvudstaden Baku. Antalet invånare är 1 852.
Terrängen runt Muğan är platt. Runt Muğan är det ganska tätbefolkat, med 160 invånare per kvadratkilometer.. Närmaste större samhälle är Prishibinskoye, 4,8 km söder om Muğan.
Trakten runt Muğan består till största delen av jordbruksmark.